# انتونگوو (استان اوپوله)
انتونگوو (استان اوپوله) (به لهستانی:  Antoniów) یک روستا در لهستان است که در گمینا اوژمک واقع شده‌است. انتونگوو ۱٬۲۲۷ نفر جمعیت دارد.